# ハインリヒ2世 (ブラウンシュヴァイク公)
ハインリヒ2世（Heinrich II., 1411年 - 1473年）は、ブラウンシュヴァイク＝リューネブルク公（在位：1416年 - 1473年）。リューネブルク侯（1416年 - 1428年）およびブラウンシュヴァイク＝ヴォルフェンビュッテル侯（1428年 - 1473年）。平和公（der Friedfertige, der Friedsame）と呼ばれた。

## 生涯
ハインリヒ2世はブラウンシュヴァイク＝リューネブルク公ハインリヒ1世（中ブラウンシュヴァイク家の祖）とその2番目の妃マルガレーテ・フォン・ヘッセンの間に末息子として生まれた。平和公というあだ名は、勝利公のあだ名を持つ兄のヴィルヘルム1世とは対照的に、可能な限り戦争に参加しないようにしていたためにつけられた。1409年に父ハインリヒ1世はリューネブルク侯領を継承した。祖父マグヌス2世の遺領は、ハインリヒ1世の死後に息子ヴィルヘルムの要請により再分割された。この分割は1428年5月27日に行われた。1428年8月22日、ベルンハルト1世はリューネブルク侯領を引き継ぎ、中リューネブルク家の祖となった。ヴィルヘルムは父の遺領を主張したが、弟ハインリヒ2世と共同統治することとなった。ヴィルヘルムが周辺地域で遠征を開始した時、ブラウンシュヴァイク議会はこの領地の分割を利用することを決め、平和を愛するハインリヒ2世に対し兄ヴィルヘルムに反抗するよう呼びかけた。1431年の復活祭に、ハインリヒ2世は義姉であるツェツィーリエが子供たちと一緒に滞在していたヴォルフェンビュッテルの城を占拠し、ツェツィーリエを追い出した。兄弟間で争いが勃発し、1432年11月23日に和解が成立した。ヴィルヘルムはカレンベルク侯領とホンブルクおよびエーベルシュタインを受け取り、ハインリヒはヴォルフェンビュッテルとそれに関連する町と城を与えられ、唯一のブラウンシュヴァイク＝ヴォルフェンビュッテル侯となった。

## 子女
1435年にクレーフェ公アドルフ1世の娘ヘレーネと結婚し、娘を1人もうけた。
- マルガレーテ（1451年 - 1509年） - ヘンネベルク＝シュロイジンゲン伯ヴィルヘルム3世（1434年 - 1480年）と結婚